# Kevin Young
Kevin Young (Los Angeles, 16 de setembro de 1966) é um ex-atleta norte-americano. Ele foi o vencedor dos 400 metros com barreiras nos Jogos Olímpicos de Verão de 1992, com o recorde olímpico estabelecido nestes Jogos e que perdura desde então. A marca conquistada – 46s78 – também foi recorde mundial por 29 anos, sendo quebrada apenas em julho de 2021 pelo norueguês Karsten Warholm.  
Também foi campeão no Campeonato Mundial de Atletismo de 1993 em Stuttgart. 

## Ligações Externas
- Perfil na IAAF